# Фроловский сельсовет (Шаховской район)
Фроловский сельсовет — упразднённая административно-территориальная единица, существовавшая на территории Московской губернии и Московской области до 1939 года.
Фроловский сельсовет возник в первые годы советской власти. В 1924 году он числился в составе Марковской волости Волоколамского уезда Московской губернии.
24 марта 1924 года в связи с ликвидацией Марковской волости сельсовет вошёл в состав Раменской волости.
По данным 1926 года в состав сельсовета входили 2 населённых пункта — Фроловское Новое и Фроловское Старое, а также 3 хутора.
В 1929 году Фроловский с/с был отнесён к Шаховскому району Московского округа Московской области.
17 июля 1939 года Фроловский с/с был упразднён, а его территория в полном составе передана в Раменский с/с.